# Bulishjinyi
Bulishjinyi (en georgiano: ბულიშხინჯი) o Apsja Idzij (en abjasio: Аԥсҳа Иӡыхь, romanizado: Apsja Idzyj) es una aldea que pertenece a la parcialmente reconocida República de Abjasia, dentro del distrito de Ochamchire, aunque de iure es parte del municipio de Gali de la República Autónoma de Abjasia de Georgia.

## Geografía
Bulishjinyi se encuentra en la llanura de Samurzajano, a 10 km de Gali. Las aldea se administra desde el pueblo de Achigvara.  

## Demografía
Según el censo de 1908, había 265 personas viviendo aquí.